# Pseudinca rufulus
Pseudinca rufulus är en skalbaggsart som beskrevs av Hermann Julius Kolbe 1914. Pseudinca rufulus ingår i släktet Pseudinca och familjen Cetoniidae. Inga underarter finns listade i Catalogue of Life.